# Arnold I van Hulsberg
Arnold I van Hulsberg heer van 't goed Struversgracht en voogd voor het Land van Valkenburg in 1330 (ca. 1318-1374). Hij werd gevangengenomen tijdens de Slag bij Baesweiler op 21 augustus 1371 en is in 1374 in gevangenschap overleden. 
Van Hulsberg was een zoon van Frank van Struver heer van Bunde en goed Struversgracht en de helft van Aldenvalkenborg (ca. 1298-1379) en een dochter van Johan van Hanneffe heer van Haneffe en Aleida van Ochain en Condroz. Frank van Struver was een zoon van Johan I van Gronsveld uit het Huis Limburg.
Hij trouwde met een dochter van Johan van Donmartin ridder en heer van Duras (1285-) en werd de vader van:
- Catharina I van Hulsberg (ca. 1338 - na 1396)
- Arnold II van Hulsberg van Schaloen (ca. 1344 - voor 1414)
- Johan I van Hulsberg (ca. 1348-1415)